# U.S. National Championships 1946
Gli U.S. National Championships 1946 (conosciuti oggi come US Open) sono stati la 66ª edizione degli U.S. National Championships e quarta prova stagionale dello Slam per il 1946. I tornei di singolare e doppio misto si sono disputati al West Side Tennis Club nel quartiere di Forest Hills di New York, quelli di doppio maschile e femminile al Longwood Cricket Club di Chestnut Hill, negli Stati Uniti.
Il singolare maschile è stato vinto dallo statunitense Jack Kramer, che si è imposto sul connazionale Tom Brown Jr. col punteggio di 9–7, 6–3, 6–0. Il singolare femminile è stato vinto dalla statunitense Pauline Betz Addie, che ha battuto in finale la connazionale Patricia Canning Todd. Nel doppio maschile si sono imposti Gardnar Mulloy e Bill Talbert. Nel doppio femminile hanno trionfato Louise Brough e Margaret Osborne. Nel doppio misto la vittoria è andata a Margaret Osborne, in coppia con Bill Talbert.

## Seniors

### Singolare maschile
Jack Kramer ha battuto in finale  Tom Brown Jr. con il punteggio di 9–7, 6–3, 6–0.

### Singolare femminile
Pauline Betz Addie ha battuto in finale  Patricia Canning Todd con il punteggio di 11–9, 6–3.

### Doppio maschile
Gardnar Mulloy /  Bill Talbert hanno battuto in finale  Don McNeill /  Frank Guernsey con il punteggio di 3–6, 6–4, 2–6, 6–3, 20–18.

### Doppio femminile
Louise Brough /  Margaret Osborne hanno battuto in finale  Patricia Todd /  Mary Arnold Prentiss con il punteggio di 6–1, 6–3.

### Doppio misto
Margaret Osborne /  Bill Talbert hanno battuto in finale  Louise Brough /  Robert Krimbell con il punteggio di 6–3, 6–4.